# Wielka Żuława
La isla Wielka Żuława (en polaco: Wyspa Wielka Żuława; también conocida como Wielki Ostrów, y anteriormente en alemán: Groß Werder) es la isla más grande en el lago Jeziorak con 82,4 hectáreas. Administrativamente pertenece a Iława, parte del voivodato de Varmia y Masuria, en el norte de Polonia. Incluye una cantidad de resorts o complejos turísticos.
En la isla hay vestigios de un antiguo castillo de Prusia, cuya existencia está determinada por algunos entre los siglos X-XIII.
En 1974, en la isla Wielka Żuława fue filmada la película "Gniazdo" dirigida por Jana Rybkowskiego, que recuerda los primeros años del estado polaco.